# Splendor (1989)
Splendor  é um filme ítalo/francês de 1989, dos gêneros drama e romance, dirigido e roteirizado por Ettore Scola, música de Armando Trovaioli.
Foi apresentado em competição no 42º Festival de Cinema de Cannes.

## Sinopse
Itália, um homem, que desde os seis anos o cinema é sua vida, espera e sonha como nos filmes, um  milagre para que seu cinema, um amor de 30 anos, lugar onde lutou guerras, perdeu e conquistou amores, não termine.

## Elenco
- Marcello Mastroianni ....... Jordan
- Massimo Troisi ....... Luigi
- Marina Vlady ....... Chantal Duvivier
- Paolo Panelli .......  Senhor Paolo
- Pamela Villoresi ....... Eugenia
- Giacomo Piperno ....... o cavalheiro Lo Fazio
- Mauro Bosco ....... o pai de Jordan
- Ferruccio Castronuovo ....... Cocomero
- Nicoletta Della Corte .......  espectador irritado
- Giada Desideri ....... espectador amigável
- Vernon Dobtcheff ....... Don Arno
- Giovanni Febraro ....... o administrador de Le Fazio
- Filippo Greco .......  Jordan aos 11 anos
- Ilaria Liotta
- Benigna Luchetti ....... Giovanna